# Return of the Brecker Brothers
Return of the Brecker Brothers är ett musikalbum av The Brecker Brothers, utgivet 1992 av GRP Records.

## Låtlista
1. "Song for Barry" (Michael Brecker) – 5:07
  - Michael Brecker — tenorsaxofon, keyboards, synth-programmering, Akai EWI
  - George Whitty — keyboards
2. "King of the Lobby" (Michael Brecker) – 5:20
  - Michael Brecker — tenorsaxofon, keyboards, synth-programmering, Akai EWI
  - Veera — sång
3. "Big Idea" (Randy Brecker, Michael Brecker, Maz Kessler, Robby Kilgore) – 4:20
  - Michael Brecker — tenorsaxofon
  - Veera — sång
4. "Above & Below" (Randy Brecker) – 7:05
  - Randy Brecker — trumpet
  - Bashiri Johnson — percussion
5. "That's All There Is to It" (Randy Brecker) – 5:26
  - Randy Brecker — trumpet, sång
  - Malcolm Pollack — sång
6. "Wakaria (What's Up?)" (Michael Brecker) – 5:26
  - Michael Brecker — tenorsaxofon, sopransaxofon, Akai EWI, synth-programmering
  - Dennis Chambers — trummor
7. "On the Backside" (Randy Brecker & Michael Brecker) – 6:25
  - Randy Brecker — trumpet
  - James Genus — akustisk bas
8. "Sozinho (Alone)" (Randy Brecker) – 7:36
  - Randy Brecker — flygelhorn
  - Max Risenhoover — cymbaler
9. "Spherical" (Michael Brecker) – 5:58
  - Michael Brecker — tenorsaxofon, keyboards, synth-programmering
  - Don Alias — percussion
10. "Good Gracious" (Randy Brecker) – 5:13
  - Randy Brecker — trumpet
  - Dennis Chambers — trummor
11. "Roppong!" (Randy Brecker) – 4:56
  - Randy Brecker — trumpet
  - Don Alias — percussion

Total tid: 61:32

### Arrangemang
- Michael Brecker (1, 2, 5-7, 9)
- Randy Brecker (4, 5, 7, 8, 10, 11)
- George Whitty (5, 9)
- Maz Kessler (3, 7)
- Robby Kilgore (3, 7)
- Max Risenhoover (2)
- Jason Miles (2)
- Armand Sabal-Lecco (6)

## Medverkande
- Michael Brecker — tenorsaxofon, sopransaxofon, keyboards, Akai EWI, programmering
- Randy Brecker — trumpet, flygelhorn, sång
- Mike Stern — gitarr
- Armand Sabal-Lecco — bas, piccolobas, sång, percussion, trummor
- Max Risenhoover — programmering, trummor, bas, cymbaler
- Don Alias — percussion
- George Whitty — keyboards, Rhodes, piano, programmering
- Dean Brown — gitarr
- Maz Kessler — keyboards, programmering
- Robbie Kilgore — Rhodes, bas, piano
- Dennis Chambers — trummor
- James Genus — bas
- David Sanborn — altsaxofon
- Veera — sång
- Bashiri Johnson — percussion
- Will Lee — bas, sång
- Malcolm Pollack — sång